# زنان در زمین‌شناسی
زنان در زمین‌شناسی فهرستی از زنان زمین‌شناس است که نقش مهمی در تکوین و پیشرفت علم زمین‌شناسی داشته‌اند. پژوهش‌ها یا اقدامات این زنان، مشارکت‌های ارزنده و مهمی می‌شوند.